# Stenosi della tricuspide
La  stenosi della tricuspide  è  un restringimento che interessa la valvola cardiaca detta tricuspidale. È una valvulopatia poco frequente.

## Sintomi e segni
I sintomi presentano dispnea e ortopnea. All'esame obiettivo si nota turgore delle giugulari, epatomegalia, ascite ed edemi declivi. All'auscultazione si reperta un rullio diastolico all'angolo sternale inferiore sinistro.

## Eziologia
Nella quasi totalità dei casi la causa è da imputare ad un'origine reumatica (nel caso colpisce tipicamente donne), mentre raramente si osservano anomalie congenite o complicanze associate a tumori in sviluppo. La malattia reumatica spesso si associa ad altre disfunzioni valvolari, in particolare valvulopatia mitrialica grave.

## Fisiopatologia
La restrizione dell'ostio della tricuspide causa una aumento del gradiente di pressione tra atri e ventricolo. Date le basse pressioni a monte della valvola mitralica un gradiente diastolico anche di 5 mmHg può causare una congestione venosa rilevante, che si manifesta con turgore delle giugulari, epatomegalia, edemi declivi e ascite.

## Associazioni
- Sindrome della scimitarra

## Esami
Oltre all'auscultazione cardiaca dove si evince un soffio cardiaco:
- ECG
- Radiografia
- Ecocardiografia, esame che ha sostituito il cateterismo cardiaco, ben più invasivo.

## Prognosi
La stenosi della tricuspide non è particolarmente grave , e risulta tollerata per molto tempo. Ovviamente peggiora in compresenza di valvulopatia della mitrale.

## Terapia
Il trattamento è strettamente chirurgico, spesso si deve ricorrere alla sostituzione valvolare.